# Bistum Dédougou
Das Bistum Dédougou (lateinisch Dioecesis Deduguensis, französisch Diocèse de Dédougou) ist eine in Burkina Faso gelegene römisch-katholische Diözese mit Sitz in Dédougou.

## Geschichte
Das Bistum Dédougou entstand am 14. April 2000 infolge der Teilung des Bistums Nouna-Dédougou und wurde dem Erzbistum Ouagadougou als Suffraganbistum unterstellt. Am 5. Dezember 2000 wurde das Bistum Dédougou dem Erzbistum Bobo-Dioulasso als Suffraganbistum unterstellt.

## Bischöfe von Dédougou
- Zéphyrin Toé, 2000–2005
- Judes Bicaba, 2005–2016
- Prosper Bonaventure Ky, seit 2018